# Honkai Impact 3rd
Honkai Impact 3rd (崩坏 3, bēng huài), também chamado de HI3 e HI3rd, é um jogo gratuíto do gênero RPG de Ação lançado inicialmente em 14 de Outubro de 2016, desenvolvido e publicado pela miHoYo, a publicação global atualmente está sendo realizada pela COGNOSPHERE e comercializado pela HoYoverse. Sucessor de Guns GirlZ (Honkai Gakuen 2), usando personagens do jogo anterior para compor o novo universo e história, além disso fazendo parte da série Honkai. Honkai Impact 3rd acaba trazendo a mecânica de Gacha como principal meio de conseguir as personagens recém lançadas. O jogo inicialmente foi lançado para dispositivos moveis, anos após o lançamento o jogo ganha uma versão para Microsoft Windows.
O jogo também está disponível na Epic Store e Steam, além de um client próprio em conjunto com os outros jogos da empresa, como Genshin Impact, Honkai: Star Rail e Zenless Zone Zero, na HoYoPlay.
Por fins de curiosidade, o Honkai Impact 3rd já houve uma exposição em São Paulo do dia 29 de abril ao dia 8 de maio com artes oficiais do jogo em comemoração aos 4 anos de Aniversário.
O jogo já realizou collabs com obras como: Neon Genesis Evangelion, Genshin Impact, PROMARE e o recente Honkai: Star Rail.

## Desenvolvimento
A série Honkai, principalmente Honkai Impact 3rd, possuem inspiração na franquia Neon Genesis Evangelion.
A equipe que produziu Honkai Impact 3rd teve um crescimento de 7 para 200 funcionários em 2018. O jogo teve objetivo de ser gratuito, porém com sistema de jogos Gacha, para ser mais acessível ao público. Sua jogabilidade Hack and Slash é inspirado em jogos como Bayonetta e Devil May Cry e contribuiu em como construir as lutas no Honkai Impact 3rd.
O jogo passou por diversas mudanças e adições. Houve atualização de tutorial e rescrita dos dois primeiros capítulos em 2018 e retirando modo de escolha de dificuldades fácil, médio e difícil dos níveis. Houve versão oficial para PC foi lançada ao público em 26 de dezembro de 2019, além da remoção de modo Co-Op antes dos planos da segunda parte, sendo a única forma de interação com outros jogadores é por chat, Armada e eventos como Homu World Tour, por fim o lançamento do Honkai Impact 3rd Part 2 em 29 de fevereiro de 2024, que já estava se encaminhando comas histórias da Parte 1.5, com novos personagens e mundo, mudança de identidade visual e continuação da história com um novo foco e elenco.

## Mídia
Honkai Impact 3rd também possui diversos conteúdos diversificados além do jogo:

### Séries Animadas
- Cooking With Valkyries
- Elf Academy
- Golden Courtyard: New Year Wishes in Winter

### Manhuas
- Elan Paladinus
- Second Eruption
- Azure Waters
- Escape from Nagazora
- St. Freya High
- The Gratitude Arc
- AE (Anti-Entropy) Evasion
- Moon Shadow
- World Serpent
- London Holiday
- Second Key
- Alien Space

### Comics
- Spring Festival Trip
- Blade of the Empyrean
- Cooking With Valkyries
- Divine Key
- Gemina Invasions
- ELF
- Springfest
- Kiana Plays Honkai
- Gemina Tales

### Yonkoma
- Ai-Chan Facts

## Controversias
Em 22 de abril de 2021, como parte do 3º aniversário do servidor global do jogo, um videoclipe intitulado "Brilliant Bright", em colaboração com Myth & Roid, foi lançado no canal do YouTube da Honkai Impact 3rd. Embora o vídeo apresentasse personagens vestindo trajes de coelhinhas, nenhum dos trajes foi disponibilizado no jogo – os cosméticos eram exclusivamente para o propósito do vídeo. A reação negativa dos jogadores chineses foi imediata e severa, com muitos considerando insensível e injusto liberar conteúdo apenas para jogadores internacionais.